# Det lilla jag kan göra
Det lilla jag kan göra är en psalm med text och musik skriven 1956 av Göte Strandsjö.

## Publicerad i
- Segertoner 1988 som nr 419 under rubriken "Den kristna gemenskapen - Vittnesbörd - tjänst - mission".[1]